# بودينة (مقاطعة دورود)
بودينة (بالفارسية: بودینه) هي قرية تقع في قسم حشمت‌آباد الريفي (مقاطعة دورود) في إيران. يقدر عدد سكانها بـ 99 نسمة بحسب إحصاء 2016.